# Komszomolec-sziget
A Komszomolec-sziget (oroszul:остров Комсомолец [osztrov Komszomolec]) az Oroszország arktiszi területén található Szevernaja Zemlja szigetcsoport harmadik legnagyobb területű szigete. A Föld legnagyobb szigeteinek listáján a 82. helyet foglalja el, területe 9006 km². A sziget legészakibb pontját Arktikus-foknak hívják, ez egyben Ázsia legészakibb pontja. A sziget 65%-kát borítják gleccserek. Itt található Oroszország legnagyobb jégsapkája, itt egy jégsapka-kutató bázis van.
A sziget talaja javarészt laza agyagból és homokból áll, a tundrasivatag mohákkal és zuzmókkal terül el.
Ezt a szigetet is Georgij Usakov és Nyikolaj Urvancev expedíciója tárta fel.
A sziget nevét a szovjet Kommunista Ifjúsági Szövetség (oroszul:Коммунистический союз молодёжи [Kommunyisztyicseszkij szojuz mologyozsi]) rövidített nevéről, a Komszomolról kapta. Felmerült, hogy átkereszteljék a szigetet Szvjataja Marija (Szent Mária) névre.

## Fordítás
- Ez a szócikk részben vagy egészben  a   Komsomolets Island című angol Wikipédia-szócikk fordításán alapul.  Az eredeti cikk szerkesztőit annak laptörténete sorolja fel. Ez a jelzés csupán a megfogalmazás eredetét és a szerzői jogokat jelzi, nem szolgál a cikkben szereplő információk forrásmegjelöléseként.